# Cyphomyrmex
Cyphomyrmex is een geslacht van vliesvleugelige insecten van de familie Mieren (Formicidae).

## Soorten
- C. andersoni Mackay & Serna, 2010
- C. auritus Mayr, 1887
- C. bicarinatus Snelling & Longino, 1992
- C. bicornis Forel, 1895
- C. bigibbosus Emery, 1894
- C. bruchi Santschi, 1917
- C. castagnei Mackay & Baena, 1993
- C. cornutus Kempf, 1968
- C. costatus Mann, 1922
- C. daguerrei Santschi, 1933
- C. dixus Snelling & Longino, 1992
- C. faunulus Wheeler, W.M., 1925
- C. flavidus Pergande, 1896
- C. foxi André, 1892
- C. hamulatus Weber, 1938
- C. kirbyi Mayr, 1887
- C. laevigatus Weber, 1938
- C. lectus (Forel, 1911)
- C. lilloanus Kusnezov, 1949
- C. longiscapus Weber, 1940
- C. major Forel, 1901
- C. minutus Mayr, 1862
- C. muelleri Schultz & Solomon, 2002
- C. nemei Kusnezov, 1957
- C. nesiotus Snelling & Longino, 1992
- C. occultus Kempf, 1964

- C. olitor Forel, 1893
- C. paniscus Wheeler, W.M., 1925
- C. peltatus Kempf, 1966
- C. plaumanni Kempf, 1962
- C. podargus Snelling & Longino, 1992
- C. rimosus (Spinola, 1851)
- C. salvini Forel, 1899
- C. snellingi Mackay & Serna, 2010
- C. strigatus Mayr, 1887
- C. transversus Emery, 1894
- C. vallensis Kusnezov, 1949
- C. vorticis Weber, 1940
- C. wheeleri Forel, 1900